# Calymmodon pergracillimus
Calymmodon pergracillimus är en stensöteväxtart som först beskrevs av Cornelis Rugier Willem Karel van Alderwerelt van Rosenburgh, och fick sitt nu gällande namn av Edwin Bingham Copeland. Calymmodon pergracillimus ingår i släktet Calymmodon och familjen Polypodiaceae. Inga underarter finns listade.